# Christopher Caldwell
 (avril 2021).
Christopher Caldwell (né en 1962 à Lynn, Massachusetts) est un journaliste américain.

## Biographie
Diplômé de Harvard où il a étudié la littérature anglaise, Christopher Caldwell est un spécialiste des affaires politiques européennes. Il est éditorialiste au Financial Times et rédacteur au Weekly Standard ainsi qu'au New York Times Magazine. Il est membre du comité de rédaction de la revue Commentaire.
En 2008 David Brooks classe Caldwell parmi les meilleurs journalistes de l'année pour ses articles mettant en cause l'écart entre le capitalisme financier et le sens moral commun.
Sa femme Zelda est la fille du journaliste Robert Novak ; ils ont cinq enfants.

## Travaux
Son ouvrage de 2009, Une révolution sous nos yeux. Comment l'Islam va transformer la France et l'Europe (en) a été source d'une intense controverse,,,,,,,. Ce livre a été accusé par certains de nourrir l'islamophobie, ou ce que The Guardian appelle la « politique de la peur »,,. Christopher Caldwell se dit « instinctivement pro-immigration » et conscient de ce que la tendance des médias est de « raconter des histoires à sensation contre les musulmans ».
L'hebdomadaire The Economist dit : « C'est un livre important et provoquant : le meilleur exposé à ce jour de la position des pessimistes sur l'immigration musulmane en Europe ». Selon l'historien marxiste Perry Anderson, « c'est le livre le plus frappant jamais paru en aucun langage sur l'immigration en Europe occidentale ». Ce livre est paru en France en 2011 chez un petit éditeur indépendant, les Éditions du Toucan, sous le titre Une révolution sous nos yeux, comment l'Islam va transformer la France et l'Europe, ouvrage qui a obtenu en 2012 le Prix du livre incorrect.
En 2020, il publie The Age of Entitlement: America Since the Sixties, dans lequel il soutient que le mouvement des droits civiques a eu des conséquences imprévues importantes: « À peine une demi-décennie après le début de la révolution des droits civils, l'Amérique a eu quelque chose qu'elle n'avait jamais eu au niveau fédéral, quelque chose que l'écrasante majorité de ses citoyens n'aurait jamais approuvé: un système explicite de préférence raciale. De toute évidence, les lois sur les droits civiques ont entraîné un changement dans la culture constitutionnelle du pays. » Caldwell écrit que le Civil Rights Act 1964 n'était « pas seulement un nouvel élément majeur dans la Constitution, mais une constitution rivale, avec laquelle l'originale était normalement incompatible. » Cet « Âge des Acquis » aurait forgé l'équivalent d'une constitution implicite, née du mouvement des droits civils et ayant eu pour seul objet la population noire qui serait devenue « un processus généralisé d’extension de droits ad libitum à des minorités qui surgissent et se réclament de cette deuxième constitution. ».

## Publications

### Ouvrages originaux en anglais
- (en) Christopher Hitchens et Christopher Caldwell, Left Hooks, Right Crosses: A Decade of Political Writing (Nation books), Perseus, 2002 (ISBN 9781560254096)
- (en) Reflections on the Revolution In Europe: Immigration, Islam, and the West, London, Allen Lane, 2009 (ISBN 9780713999365)
- (en) The Age of Entitlement : America Since the Sixties, Simon & Schuster, 2020, 352 p. (ISBN 978-1501106897)

### Ouvrage traduit en français
- (fr) Une révolution sous nos yeux - Comment l'Islam va transformer la France et l'Europe [« Reflections on the Revolution In Europe: Immigration, Islam, and the West »], Éditions du Toucan, 5 octobre 2011 (ISBN 978-2810004447)